# Isla Spaatz
La isla Spaatz es un isla cubierta por el hielo, en la Antártida. Está situada a 73°00′S 75°00′O / -73.000, -75.000 al sudoeste de la isla Alejandro I y al oeste de la base de la península Antártica, cerca de la costa de la Tierra de Ellsworth y a 30 millas al este de la isla Smyley. 
Tiene 50 millas de largo por 25 millas de ancho y cubre un área de alrededor de 4100 km². El lado norte de la isla linda con la entrada de Ronne; el resto de la isla está rodeada por el hielo excepto el estrecho de Stange y el estrecho de Jorge VI. 
Finn Ronne y Carl Eklund del Servicio Estadounidense del Antártico (USAS) (1939-1941) exploraron el lado norte de este rasgo geográfico en diciembre de 1940. Fue fotografiado desde el aire y el primer trazado de un mapa de la isla por el Expedición de Investigación al Antártico de Ronne (RARO) (1947-1948) bajo Finn Ronne. Fue llamada así por Ronne en honor al general Carl Spaatz, Jefe de Personal de la USAAF, quien dio la ayuda aérea para la asistencia de la expedición.

## Reclamaciones territoriales
Chile incluye a la isla en la comuna Antártica de la provincia Antártica Chilena dentro de la Región de Magallanes y de la Antártica Chilena. Para el Reino Unido integra el Territorio Antártico Británico, pero ambas reclamaciones están sujetas a las disposiciones del Tratado Antártico.
Nomenclatura de los países reclamantes: 
- Chile: ?
- Reino Unido: Spaatz Island